# New Mexico Bowl
El New Mexico Bowl, llamado PUGB Movile New Mexico Bowl por razones de patrocinio, es un bowl de fútbol americano universitario certificado por la NCAA que se juega anualmente en el University Stadium en el campus de la University of New Mexico en Albuquerque, New Mexico desde 2006. Propiedad de ESPN Events, usualmente es uno de los primeros partidos de la temporada de bowls. En el usualmente se enfrentan equipos de la Conference USA y la Mountain West Conference.
Debido a la pandemia de Covid-19 la edición de 2020 se jugó en el Toyota Stadium en Frisco, Texas.

## Historia
El trofeo del New Mexico Bowl mide 20 cm y tiene la forma de una jarra del Pueblo Zia, pintod con sus símbolos, el logo del New Mexico Bowl, jugadores del campeón, y los logos de los participantes. El símbolo del sol de Zia aparece en la bandera estatal, y también está incorporado en el logo del bowl. Al MVP se le da un escudo de cuero tradicional hecho ahí.
De 2011 a 2017 el bowl fue patrocinado por la fábrica de ropa Gildan y fue conocido oficialmente como Gildan New Mexico Bowl. En 2019 el bowl pasó a ser patrocinado por DreamHouse Productions, un estudio local de filmaciones. Sin embargo, en octubre de 2019 la compañía se salió de ser sponsor, coincidiendo con las investigaciones por una página web de deportes en el estado, EnchantmentSports.com, en la que alegaban que DreamHouse Productions fue involucrado en una estafa y la legitimidad de la empresa fue cuestionada.

## Resultados
| Año  | Campeón         | Campeón | Finalista        | Finalista | Asistencia |
| ---- | --------------- | ------- | ---------------- | --------- | ---------- |
| 2006 | San Jose State  | 20      | New Mexico       | 12        | 34 111     |
| 2007 | New Mexico      | 23      | Nevada           | 0         | 30 223     |
| 2008 | Colorado State  | 40      | Fresno State     | 35        | 24 735     |
| 2009 | Wyoming         | 35      | Fresno State     | 28 (2OT)  | 24 898     |
| 2010 | BYU             | 52      | UTEP             | 24        | 32 424     |
| 2011 | Temple          | 37      | Wyoming          | 15        | 25 762     |
| 2012 | Arizona         | 49      | Nevada           | 48        | 24 610     |
| 2013 | Colorado State  | 48      | Washington State | 45        | 27 104     |
| 2014 | Utah State      | 21      | UTEP             | 6         | 28 725     |
| 2015 | Arizona         | 45      | New Mexico       | 37        | 30 289     |
| 2016 | New Mexico      | 23      | UTSA             | 20        | 29 688     |
| 2017 | Marshall        | 31      | Colorado State   | 28        | 26 087     |
| 2018 | Utah State      | 52      | North Texas      | 13        | 25 387     |
| 2019 | San Diego State | 48      | Central Michigan | 11        | 18 823     |
| 2020 | Hawaii          | 28      | Houston          | 14        | 2060       |
| 2021 | Fresno State    | 31      | UTEP             | 24        | 16 422     |

- Fuente:[6]

## Participaciones

### Por Equipo
| # | Equipo         | Apariciones | Record |
| - | -------------- | ----------- | ------ |
| 1 | New Mexico     | 4           | 2–2    |
| 2 | Colorado State | 3           | 2–1    |
| 2 | Fresno State   | 3           | 1–2    |
| 2 | UTEP           | 3           | 0–3    |
| 3 | Arizona        | 2           | 2–0    |
| 3 | Utah State     | 2           | 2–0    |
| 3 | Wyoming        | 2           | 1–1    |
| 3 | Nevada         | 2           | 0–2    |

Equipos con una sola participación
- Ganaron (6): BYU, Hawaii, Marshall, San Diego State, San Jose State, Temple
- Perdieron (5): Central Michigan, Houston, North Texas, UTSA, Washington State

### Por Conferencia
| Conferencia   | Record | Record | Record | Record                                                           | Apariciones                  | Apariciones |
| Conferencia   | J      | G      | P      | Ganaron                                                          | Perdieron                    |             |
| ------------- | ------ | ------ | ------ | ---------------------------------------------------------------- | ---------------------------- | ----------- |
| Mountain West | 16     | 11     | 5      | 2007, 2008, 2009, 2010, 2013, 2014, 2016, 2018, 2019, 2020, 2021 | 2006, 2011, 2012, 2015, 2017 |             |
| C-USA         | 6      | 1      | 5      | 2017                                                             | 2010, 2014, 2016, 2018, 2021 |             |
| WAC           | 4      | 1      | 3      | 2006                                                             | 2007, 2008, 2009             |             |
| Pac-12        | 3      | 2      | 1      | 2012, 2015                                                       | 2013                         |             |
| MAC           | 2      | 1      | 1      | 2011                                                             | 2019                         |             |
| The American  | 1      | 0      | 1      |                                                                  | 2020                         |             |

- La WAC ya no existe en el FBS football.

## Jugador Más Valioso

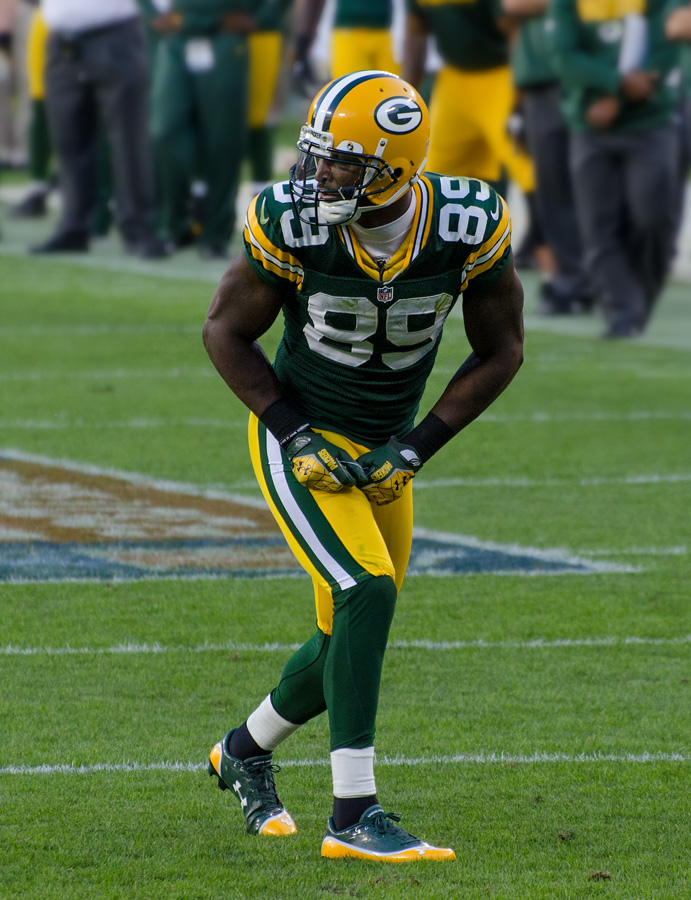
El MVP Ofensivo de 2006 James Jones

| Año  | MVP Ofensivo               | MVP Ofensivo     | MVP Ofensivo | MVP Defensivo     | MVP Defensivo   | MVP Defensivo |
| ---- | -------------------------- | ---------------- | ------------ | ----------------- | --------------- | ------------- |
| Año  | Nombre                     | Equipo           | Pos.         | Nombre            | Equipo          | Pos.          |
| 2006 | James Jones                | San José State   | WR           | Matt Castelo      | San José State  | LB            |
| 2007 | Donovan Porterie           | New Mexico       | QB           | Brett Madsen      | New Mexico      | LB            |
| 2008 | Gartrell Johnson           | Colorado State   | RB           | Tommie Hill       | Colorado State  | DE            |
| 2009 | Austyn Carta-Samuels       | Wyoming          | QB           | Mitch Unrein      | Wyoming         | DE            |
| 2010 | Jake Heaps                 | BYU              | QB           | Andrew Rich       | BYU             | FS            |
| 2011 | Chris Coyer                | Temple           | QB           | Tahir Whitehead   | Temple          | LB            |
| 2012 | Matt Scott                 | Arizona          | QB           | Marquis Flowers   | Arizona         | LB            |
| 2013 | Connor Halliday            | Washington State | QB           | Shaquil Barrett   | Colorado State  | DE            |
| 2014 | Kent Myers                 | Utah State       | QB           | Zach Vigil        | Utah State      | LB            |
| 2015 | Anu Solomon                | Arizona          | QB           | Scooby Wright III | Arizona         | LB            |
| 2016 | Lamar Jordan               | New Mexico       | QB           | Dakota Cox        | New Mexico      | LB            |
| 2017 | Tyre Brady                 | Marshall         | WR           | Channing Hames    | Marshall        | DL            |
| 2018 | Jordan Love                | Utah State       | QB           | DJ Williams       | Utah State      | DB            |
| 2019 | Jordan Byrd Jesse Matthews | San Diego State  | RB WR        | Kyahva Tezino     | San Diego State | LB            |
| 2020 | Calvin Turner              | Hawaii           | WR           | Darius Muasau     | Hawaii          | LB            |
| 2021 | Jordan Mims                | Fresno State     | RB           | Elijah Gates      | Fresno State    | DB            |

- Fuente:[7]: 13

## Récords
| Equipo                             | Record vs. Rival | Año                           |
| ---------------------------------- | --- | ----------------------------- |
| Más Puntos Anotados                | 52, compartido con: BYU vs. UTEP Utah State vs. North Texas | 2010 2018                     |
| Más Puntos Anotados (perdedor)     | 48, Nevada vs. Arizona | 2012                          |
| Más Puntos en Conjunto             | 97, Nevada vs. Arizona | 2012                          |
| Menos Puntos Permitidos            | 0, New Mexico vs. Nevada | 2007                          |
| Mayor victoria                     | 39, Utah State vs. North Texas | 2018                          |
| Yardas Totales                     | 659, Nevada vs. Arizona | 2012                          |
| Yardas Terrestres                  | 404, Nevada vs. Arizona | 2012                          |
| Yardas Aéreas                      | 410, Washington State vs. Colorado State | 2013                          |
| First downs                        | 39, Nevada vs. Arizona | 2012                          |
| Menos Yardas Permitidas            | 210, New Mexico vs. Nevada | 2007                          |
| Menos Yardas Terrestres Permitidas | –12, BYU vs. UTEP | 2010                          |
| Menos Yardas Aéreas Permitidas     | 68, Utah State vs. UTEP | 2014                          |
| Individual                         | Reconrd, Nombre, Equipo | Año                           |
| Yardas Totales                     | 375, Gartrell Johnson (Colorado State) | 2008                          |
| Puntos Anotados                    | 30, Connor Halliday (Washington State) | 2013                          |
| Yardas Terrestres                  | 285, Gartrell Johnson (Colorado State) | 2008                          |
| Touchdowns Terrestres              | 3, compartido con cuatro jugadores: Ka'Deem Carey (Arizona) Kapri Bibbs (Colorado State) Jared Baker (Arizona) Lamar Jordan (New Mexico)                                                                   | 2012 2013 2015                |
| Yardas Aéreas                      | 410, Connor Halliday (Washington State) | 2013                          |
| Pases de Touchdown                 | 6, Connor Halliday (Washington State) | 2013                          |
| Yardas por Recepción               | 182, Cayleb Jones (Arizona) | 2015                          |
| Recepciones de Touchdown           | 3, compartido con: Kris Adams (UTEP) Cody Hoffman (BYU) | 2010                          |
| Tackleadas                         | 18, Matt Castelo (San Jose State) | 2006                          |
| Capturas                           | 2, compartido con: Brett Madsen (New Mexico) Mitch Unrein (Wyoming) Cory James (Colorado State) Scooby Wright III (Arizona) Tipa Galeai (Utah State) Khoury Bethley (Hawai'i) Jeremiah Pritchard (Hawai'i) | 2007 2009 2013 2015 2018 2020 |
| Intercepciones                     | 2, compartido con: Andrew Rich (BYU) D.J. Williams (Utah State) | 2010 2018                     |
| Jugadas Largas                     | Record, Nombre, Equipo | Año                           |
| Touchdown Terrestre                | 90 yds., Tyler King (Marshall) | 2017                          |
| Pase de Touchdown                  | 92 yds., Lamar Jordan a Delane Hart–Johnson (New Mexico) | 2015                          |
| Regreso de Kickoff                 | 92 yds., Calvin Turner (Hawaii) | 2020                          |
| Regreso de Despeje                 | 43 yds., JD Falslev (BYU) | 2010                          |
| Regreso de Intercepción            | 43 yds., compartido con: Travaun Nixon (UTEP) Cranston Jones (New Mexico) | 2010 2015                     |
| Regreso de Fumble                  | 56 yds., Damaja Jones (San Jose State) | 2006                          |
| Despeje                            | 64 yds., Waylon Prather (San Jose State) | 2006                          |
| Gol de Campo                       | 53 yds., John Sullivan (New Mexico) | 2007                          |

- Fuente:[7]: 10–13